# Tastefully Yours
Tastefully Yours (당신의 맛?, Dangsin-ui matLR; lett. "Il tuo sapore") è una serie televisiva sudcoreana trasmessa su ENA dal 12 maggio al 10 giugno 2025. In lingua italiana è stata distribuita da Netflix.

## Trama
Han Beom-woo è il direttore esecutivo del più grande chaebol alimentare della Corea del Sud, l'Hansang, proprietario del miglior ristorante di alta cucina di Seul. Arrogante e spietato, il suo successo si basa sul rubare le ricette di locali più piccoli e sconosciuti, ma trova una degna avversaria in Mo Yeon-joo, una cuoca testarda e attenta ai sapori che gestisce un ristorante da una stella con un unico tavolo nella città di Jeonju.

## Personaggi e interpreti
- Han Beom-woo, interpretato da Kang Ha-neul
- Mo Yeon-joo, interpretata da Go Min-si
- Jin Myeong-seok, interpretata da Kim Shin-rok
- Shin Cun-seung, interpretato da Yoo Su-bin